# Walter Kolzen
Walter Kolzen (* 11. Mai 1899 in Hamburg; † 14. Juni 1947 ebenda) war ein deutscher Fußballspieler. Der rechte Flügelspieler gewann als Aktiver des Hamburger SV in den Jahren 1923 und 1928 zweimal mit seiner Mannschaft die deutsche Fußballmeisterschaft. Insgesamt hat er von 1920 bis 1930 für die „Rothosen“ 161 Pflichtspiele absolviert und dabei 29 Tore erzielt.

## Karriere
Als zur Saison 1920/21 der Hamburger SV seinen Spielerkader durch mehrere Neuzugänge verstärkte, gehörte dazu auch der vorherige rechte Flügel von VfTuR/Sperber Hamburg, Ludwig Breuel und Walter „Lauf“ Kolzen. Der neue Rechtsaußen absolvierte in seiner ersten Saison beim HSV alle 21 Pflichtspiele und war der Flankengeber für die zwei Torschützen vom Dienst, Breuel und Otto Harder. Kolzen stand mit seinem neuen Verein souverän mit 34:2 Punkten vor Holstein Kiel und dem VfL Altona auf dem ersten Rang. In den Spielen um die norddeutsche Meisterschaft im April 1921 gegen den Südkreismeister Hannover 96, setzten sich die „Rautenträger“ eindeutig mit 3:1 beziehungsweise 8:0 Toren durch. Sein erstes von insgesamt 17 Endrundenspielen (3 Tore) – von 1921 bis 1929 – um die deutsche Meisterschaft bestritt der Mann am rechten Flügel, am 22. Mai 1921, bei der 1:2-Niederlage gegen den Duisburger Spielverein.
In seinem zweiten Jahr am Rothenbaum, 1921/22, kam Kolzen unter Trainer Rudi Agte an der Seite der Neuzugänge Asbjørn Halvorsen und Albert Beier zur zweiten norddeutschen Meisterschaft. In den Spielen um die deutsche Meisterschaft 1922 kam es zum „unendlichen Endspiel“ zwischen dem Hamburger SV und dem 1. FC Nürnberg. Nach zwei unentschiedenen Spielen – am 18. Juni wurde das erste Finalspiel nach 189 Minuten beim Stand von 2:2 wegen Dunkelheit abgebrochen; das Wiederholungsspiel am 6. August wurde beim Stand von 1:1 nach 105 Minuten beendet, da der „Club“ nur noch sieben Spieler auf dem Platz hatte ––, wurde nach Protest, Revisionsentscheidung und dem Verzicht des HSV auf dem Bundestag im November in Jena, kein Meister des Jahres 1922 bestimmt.

Die Victoria – Wanderpokal für den Deutschen Fußballmeister von 1903 bis 1944 – gewann der Hamburger SV erstmals 1923 und 1928 erneut.

Ein Jahr darauf, in der Endrunde 1922/23, holten die Norddeutschen regulär den Titel. Das Endspiel gegen Union Oberschöneweide endete 3:0 für den Hamburger SV. Das Finale hatten die „Rautenträger“ in der gleichen Angriffsformation wie im Vorjahr, mit Kolzen, Ludwig Breuel, Otto Harder, Karl Schneider und Hans Rave bestritten. Als mit Walter Risse und Hans Lang während der Saison 1923/24 weitere Verstärkungen beim HSV aktiv wurden, wurde nach dem erneuten Gewinn der norddeutschen Meisterschaft aber in der Endrunde um die deutsche Meisterschaft das Finale am 9. Juni 1924 gegen den 1. FC Nürnberg mit 0:2 Toren verloren. Anstelle von Breuel agierte jetzt Hugo Fick als Halbrechts an seiner Seite. In den nächsten drei Jahren spielten Kolzen und Kollegen aber keine entscheidende Rolle mehr in den Spielen um die deutsche Meisterschaft.
Sein letzter großer Erfolg gelang Kolzen mit dem HSV in der Saison 1927/28. Beim Gewinn der norddeutschen Meisterschaft vor Holstein Kiel hatte er in sechs Spielen drei Tore erzielt. Im Halbfinale um die deutsche Meisterschaft am 22. Juli 1928 in Duisburg gegen den FC Bayern München – in dessen Reihen standen mit Emil Kutterer, Ludwig Goldbrunner, Sigmund Haringer, Josef Pöttinger und Ludwig Hofmann mehrere Nationalspieler – gehörte er der HSV-Elf an, die mit einem 8:2-Kantersieg den Bayern den Weg in das Finale versperrten. Auch das Endspiel wurde vom Hamburger SV überzeugend mit 5:2 Toren am 29. Juli 1928 gegen Hertha BSC für sich entschieden. Dabei zeichnete sich der Vorlagenspezialist sogar als zweifacher Torschütze an der Seite seiner Angriffskollegen Heinrich Ziegenspeck, Otto Harder, Franz Horn und Hans Rave aus.
Das Jahr der Titelverteidigung, 1928/29, stand unter dem Zeichen der Hamburger Fußball-Revolution. In der „Runde der Zehn“ belegte der HSV mit 17:1 Punkten den ersten Rang. Eine Frühjahrsrunde wurde nicht ausgespielt. Die norddeutsche Meisterschaft wurde durch zwei Entscheidungsspiele gegen Holstein Kiel (4:2) und Hannover 96 (6:0) entschieden. In der Endrunde um die deutsche Meisterschaft scheiterte der Titelverteidiger am 30. Juni 1929 in Altona im Viertelfinale durch eine 0:2-Niederlage am neuen Deutschen Meister, der SpVgg Fürth. Kolzen war als Rechtsaußen im Einsatz gewesen, vervollständigt wurde der HSV-Angriff durch Karl Sveistrup, Otto Harder, Franz Horn und Hans Rave. Es war das letzte Endrundenspiel von „Lauf“ Kolzen.
Nach neun Ligaspielen mit zwei Toren in der Saison 1930/31 in der Oberliga Hamburg schloss sich Kolzen gemeinsam mit Harder und Rave dem Lokalrivalen SC Victoria Hamburg an und beendete dort auch seine Laufbahn.

## Sonstiges
Kolzen war Sohn des Textilwäschereiinhabers und -verleihers Hans Kolzen (1853–1929) und damit Spross einer wohlhabenden und verzweigten Unternehmerfamilie, welche in Hamburg mehrere Großwäschereien betrieb (Fa. “Hans Kolzen Wäscherei + Wäscheverleih-Institut” etc.).
Im Jahr 1947 verstarb der im bürgerlichen Beruf als leitender kaufmännischer Angestellter tätige Kolzen in Hamburg an einem Herzinfarkt und wurde dort auf dem Hauptfriedhof Ohlsdorf beigesetzt.